# Anastasija Ałpiejewa
Anastasija Ihoriwna Ałpiejewa (ukr. Анастасія Ігорівна Алпєєва; ur. 27 listopada 2001) – ukraińska zapaśniczka startująca w stylu wolnym. Siódma na mistrzostwach świata w 2023.
Mistrzyni Europy w 2025; piąta w 2024. Mistrzyni świata U-23 w 2021; trzecia w 2022, 2023 i 2024. Mistrzyni Europy U-23 w 2023. Mistrzyni Europy juniorów w 2021 i trzecia na MŚ w 2019. Mistrzyni Ukrainy w 2022 i 2023 roku. 